# Východotibetská pohoří
Východotibetská pohoří (tibetsky Kham Gangdug, Šest ledových pohoří Khamu) je soustava horských pásem vesměs severojižního směru, která z východu ohraničují Tibetskou vysočinu. Táhnou se po hranicích Tibetu a Sečuánu, později po hranicích Jün-nanu a Barmy. Jsou pokračováním Himálaje a dalších celků vzniklých ve třetihorách nárazem Indie do Asie. Navazují na ně nižší pohoří v Indočíně. Za východní konec Himálaje se obvykle považuje oblast kolem hory Namčhe Barwa. Nejvýraznější pohoří Tibetské vysočiny, na které okrajová pohoří navazují, je Ňänčhen Tanglha (Nyainqêntanglha Shan).
Podle různých pramenů lze v této oblasti rozlišit různé horské celky. Liší se jejich tibetské a čínské názvy. Souhrnný tibetský název Kham Gangdug odkazuje k těmto šesti celkům:
- Zabmo Gang
- Cchawa Gang
- Markham Gang
- Jarmo Gang
- Miňa Gang
- Powo Gang

Nejvyšší pohoří je Miňa Gang, známé též pod čínským názvem Ta-süe-šan (Daxue Shan), které je pátým nejvyšším pohořím na světě. Nejvyšší hora Miňa Gangkar (Minya Gongkar, Gongga Shan, 7 556 m) je mj. i nejvyšší horou čínské provincie S’-čchuan a pravděpodobně nejvýchodněji položenou sedmitisícovkou na světě.
Podle Velkého atlasu světa (přibližně od severu k jihu a od západu k východu):
- Taniantaweng Shan
- Ningjing Shan (Ning-ťing-šan)
- Chola Shan
- Shaluli Shan
- Hengduan Shan (Cheng-tuan-šan) (横断山脉, Héngduàn Shānmò) s nejvyšší horou Meili Xue Shan (Mej-li-süe-šan, 6 740 m)
- Shanngaw Taungdan v Myanmě
- Gaoligong Shan (Kao-li-kung-šan) (高黎贡山, Gāolígòng Shān), 5 128 m
- Nu Shan
- Yun Ling
- Mianmian Shan
- Daxue Shan (Daxue Mountains)
- Daliang Shan u řeky Jingsha Jiang, zdrojnice Jang-c’-ťiang

Oblast východního Tibetu je velmi zajímavá i vodopisně. Procházejí tudy četná důležitá rozvodí a v paralelních údolích poměrně blízko sebe protéká několik významných asijských řek: Nu Jiang (Nu-ťiang, pozdější barmský Salwin, který se vlévá do Andamanského moře), Lancang Jiang (Lan-cchang-ťiang, pozdější Mekong, který se vlévá do Jihočínského moře) a Jinsha Jiang (Ťin-ša-ťiang, zdrojnice Jang-c’-ťiang, která se vlévá do Východočínského moře).